# Фролов, Анатолий Аркадьевич
Анатолий Аркадьевич Фролов (род. 31 октября 1927, c. Ермия Пермской области) — советский российский учёный и педагог, видный исследователь воспитательной педагогики Антона Семёновича Макаренко, истории созданных и руководимых им и его последователями воспитательных учреждений, один из ведущих учёных-макаренковедов своего времени. Доктор педагогических наук, профессор. Основатель и многие годы руководитель исследовательской лаборатории «Воспитательная педагогика А. С. Макаренко» в Мининском университете, руководитель научной группы по подготовке энциклопедического издательского проекта «А. С. Макаренко. Школа жизни, труда и воспитания» в 9-ми томах, удостоенного в 2017 году Премии Правительства РФ в области образования . Глава международной научной школы в области макаренковедения. Почётный президент Международной Макаренковской ассоциации.

## Краткая биография
Фролов Анатолий Аркадьевич, родился 31.10.1927 г. в с. Ермия Пермской обл.
В 1943 — военрук Ермиевской школы. В 1944—1945 годах служил рядовым в Советской армии. После войны — инспектор детской комнаты милиции в г. Киров Калужской обл., учёба в вечерней школе.
1953—1958: студент филологического ф-та МГУ им. М. В. Ломоносова. Воспитатель-учитель школы-интерната № 12 г. Москвы.
1960—1964: учитель, завуч по производственному обучению, директор Донской школы Ставропольского края, аспирант — заочник.
1964 — защита кандидатской диссертации (секция психологии философского ф-та МГУ). Работа в Ставропольском пединституте, Липецком, Арзамасом, Горьковском — Нижегородском /проф./.
1987 — защита одной из первых в СССР макаренковедческой докторской диссертации по педагогике (Академия МВД СССР).
С 2003 г. — научный консультант исследовательской лаборатории НГПУ «Воспитательная педагогика А. С. Макаренко».

### Макаренковедение
Интерес к всестороннему изучению педагогического наследия А. С. Макаренко в среде отечественных педагогов возник уже в первые годы успешной деятельности Колонии им. Горького, а после выхода «Педагогической поэмы» и других произведений А. С. Макаренко, устойчиво сохранялся и в течение многих лет. Более того, Симон Соловейчик в главе «О Макаренко» своей известной книги «Час ученичества» отметил как некий парадокс, что если интерес к наследию большинства педагогов прошлых времён с течением десятилетий по естественным причинам ослабевает, то споры и обсуждения вокруг педагогического наследия А. С. Макаренко зачастую становятся только более острыми, что, видимо, говорит о существовании давних застарелых сложностей и противоречий в системе мирового и отечественного воспитания и просвещения, которые сами по себе почему-то не решаются, а опыт Макаренко и его последователей об этом очень определённо напоминает.

Одним этот человек кажется простым и понятным, другим — великим и загадочным. Американцы пытаются по трудам Макаренко постичь «тайны Советской России».
Ни один из русских педагогов не привлекал к себе такого внимания во всём мире, как Макаренко. И вот что поразительно:
с годами споры о Макаренко, о том, как его понимать, как использовать его опыт, не утихают, а обостряются.
Сегодня трудно быть педагогом, не определив своего отношения к Макаренко.
Симон Соловейчик. Макаренко (гл. 19 из книги «Час ученичества»).

Тем не менее в 1960-х годах руководство советской педагогикой посчитало, что педагогическое наследие А. С. Макаренко уже вполне изучено и поэтому «исследовать соответствующие вопросы больше не целесообразно», в связи с чем защита докторских диссертаций по макаренковедению в СССР несколько десятилетий не проводилось.
Только с объявлением Перестройки вновь появилась возможность официальной защиты докторских диссертаций по макаренковедению и первые две докторских диссертации в СССР по этому направлению, наконец, были допущены к защите. В 1986 году в Москве защитился проф. В. В. Кумарин [1928-2002] (по теме «Методологические проблемы теории воспитания в трудах А. С. Макаренко»), а годом позже, в 1987 г. в г. Горьком — А. А. Фролов.
По предложению А. А. Фролова в Горьковском педагогическом университете была создана и многие годы им возглавлялась исследовательская лаборатория «Воспитательная педагогика А. С. Макаренко» и проведена большая исследовательская работа по изучению педагогического наследия А. С. Макаренко. Ныне А. А. Фролов является научным консультантом данной лаборатории, а возглавляет её ученица, сотрудник и последователь Анатолия Аркадьевича д.п.н., доцент Елена Юрьевна Илалтдинова.

### Основные направления исследований
Перед лабораторией (а шире — научной школой по макаренковедению под рук. проф. А. А. Фролова) с течением времени сложились следующие направления:
- Освоение и разработка наследия А. С. Макаренко на базе имеющихся макаренковедческих отечественных и зарубежных исследований и опыта использования этого наследия в социально-педагогической практике.
- Определение методологических, теоретических, организационно-методических основ социально-педагогического творчества А. С. Макаренко в их органической взаимосвязи.
- Выявление, критический анализ и развитие методологии макаренковедческих исследований и практических разработок.
- Обновление историографической и источниковой базы макаренковедения.
- Внедрение результатов исследований сотрудников лаборатории в образовательный процесс НГПУ им. К. Минина.

Отметим, что это одна из всего лишь двух российских научно-исследовательских лабораторий по макаренковедению (вторая — в Москве) и трёх (с учётом Челябинской лаборатории, относящейся к системе профобразования) — в стране в целом.
Всего А. А. Фроловым, в том числе в соавторстве с сотрудниками лаборатории, отечественными и зарубежными коллегами-макаренковедами, было опубликовано более 300 научных трудов и учебных пособий, одним из наиболее основательных из которых является 9-ти томная энциклопедия «А. С. Макаренко. Школа жизни, труда и воспитания» в 9-ми томах, удостоенная в 2017 году Премии Правительства РФ в области образования.

## Международное сотрудничество
Интересным направлением исследований А. А. Фролова с коллегами является изучение опыта последователей педагогики А. С. Макаренко за рубежом. Коллективом лаборатории при участии А. А. Фролова выпущен целый ряд книг по сравнительному изучению педагогики Макаренко и ряда известных социально-педагогических движений и практик в Бразилии, Израиле, Италии, Японии, Германии, США и других странах.
О востребованности и новизне этих исследований говорит, в частности, то, что представители ряда зарубежных университетов, такие как Терье Халвесон, доктор педагогических наук, профессор (Норвегия), Кувабара Киёси, доктор педагогических наук, доцент Хоккайдского педагогического университета (Япония), Эндрю Саттон, доктор педагогических наук (Бермингем, Великобритания) сотрудничают с лабораторией Фролова на долгосрочной основе. Другие, к примеру, сотрудники немецкой лаборатории «Макаренко-реферат» Г. Хиллиг, исследователь итальянского происхождения Эмилиано Меттини и другие достаточно регулярно очно и заочно участвовали и участвуют в ряде конференций и симпозиумов по макаренковедению, проведённых лабораторией на основе Мининского университета. Насколько возможно, сохраняются научные связи и с коллегами-макаренковедами из Украины.

### Международные макаренковедческие мероприятия
- К 125-летию со дня рождения А. С. Макаренко (в 2013 г.) при финансовой поддержке РГНФ проведена международная научно-практическая конференция «Педагогика А. С. Макаренко: воспитание и жизнь (достижения и проблемы)», в которой приняли участие более 100 специалистов из 20 городов и районов России и из 5 зарубежных стран.
- В 2014 г. проведён международный симпозиум «Современное макаренковедение: история, состояние, перспективы», в котором приняли участие учёные и специалисты-практики из России, Германии, Италии, Норвегии, Украины и Японии. Целью симпозиума был анализ современного состояния освоения и разработки педагогического наследия А. С. Макаренко, представление истории макаренковедения в отдельных странах и в мире, определение основных проблем и направлений дальнейшей работы.

### Учебно-педагогическая деятельность
Коллективом лаборатории «Воспитательная педагогика А. С. Макаренко» при непосредственном участии проф. А. А. Фролова были подготовлены и читаются в Мининском университете следующие учебные курсы:
- Воспитательное пространство; Организация и деятельность устойчиво-действующего сообщества (44.04.01 Педагогическое образование, магистерская программа «Проектирование образовательного пространства»);
- Социально-педагогическая система А. С. Макаренко (Направление подготовки: 44.03.02 Психолого-педагогическое образование, профиль: Психология и социальная педагогика);
- Образовательный минитехнопарк как форма организации работы с молодёжью (Направление подготовки: 39.03.03 Организация работы с молодёжью).

Под научным руководством проф. А. А. Фролова было защищено 10 кандидатских и 2 докторских диссертации.

## Книги и брошюры
- Фролов А. А. А. С. Макаренко в СССР, России и мире: историография освоения и разработки его наследия (1939—2005 гг., критический анализ). Н. Новгород: Изд-во Волго-Вятской академии государственной службы, 2006. 417 с. ISBN 5-85152-546-0.

### Макаренковская энциклопедия
А. С. Макаренко: школа жизни, труда, воспитания. Учебная книга по истории, теории и практике воспитания. В 9-ти томах. Нижний Новгород, 2007—2017 гг.
- А. С. Макаренко: школа жизни, труда, воспитания. Учебная книга по истории, теории и практике воспитания Часть I. Деловые и личные письма, статьи 1921—1928 гг. / сост. А. А. Фролова, Е. Ю. Илалтдиновой. Нижний Новгород: НГПУ, 2007. 536 с.
- А. С. Макаренко: школа жизни, труда, воспитания. Учебная книга по истории, теории и практике воспитания Часть II. Письма, разработки, книги-очерки, статьи 1928—1932 гг. / сост. и коммент. А. А. Фролова, Е. Ю. Илалтдиновой. Нижний Новгород: Изд-во Волго-Вятской академии государственной службы, 2008. 543 с.
- А. С. Макаренко: школа жизни, труда, воспитания. Учебная книга по истории, теории и практике воспитания Часть III. Статьи, выступления, письма, материалы книги, пьесы, «Педагогическая поэма» 1932—1934 гг. / сост. и коммент. А. А. Фролова, Е. Ю. Илалтдиновой. Нижний Новгород: Изд-во Волго-Вятской академии государственной службы, 2009. 365 с. ISBN 978-5-85152-786-9
- А. С. Макаренко: школа жизни, труда, воспитания. Учебная книга по истории, теории и практике воспитания Часть 4. Деловые и личные письма, «Педагогическая поэма», «Методика организации воспитательного процесса», статьи, выступления, подготовительные материалы 1935—1936 гг. / сост. и коммент. А. А. Фролова, Е. Ю. Илалтдиновой. Нижний Новгород: Изд-во Волго-Вятской академии государственной службы, 2010. 333 с.
- А. С. Макаренко: школа жизни, труда, воспитания. Учебная книга по истории, теории и практике воспитания Часть 5. Статьи, выступления, письма, подготовительные материалы, «Книга для родителей» 1936—1937 гг. / сост. и коммент. А. А. Фролов, Е. Ю. Илалтдинова, С. И. Аксёнов С. И. Нижний Новгород: Изд-во Волго-Вятской академии государственной службы, 2011. 384 с. ISBN 978-5-85152-931-3
- А. С. Макаренко: школа жизни, труда, воспитания. Учебная книга по истории, теории и практике воспитания Часть 6. Статьи, литературные рецензии, «Лекции о воспитании детей», «Честь», «Проблемы школьного советского воспитания», письма, рассказы, выступления 1937—1938 гг. / сост. и коммент. А. А. Фролов, Е. Ю. Илалтдинова, С. И. Аксёнов. Нижний Новгород: Изд-во Волго-Вятской академии государственной службы, 2013. 314 с.
- А. С. Макаренко: школа жизни, труда, воспитания. Учебная книга по истории, теории и практике воспитания Часть 7. Статьи о школе и художественной литературе, «Флаги на башнях», подготовительные материалы к «Путям поколения» и «Ньютоновым кольцам», рассказы, встречи с читателями, «Некоторые выводы из моего опыта», «О моём опыте», статьи, письма, дневниковые записи — 1938 г. / сост. и коммент. А. А. Фролов, Е. Ю. Илалтдинова, С. И. Аксёнов. Нижний Новгород: Изд-во Волго-Вятской академии государственной службы, 2014. 368 с. ISBN 978-5-85219-349-0.
- А. С. Макаренко: школа жизни, труда, воспитания. Учебная книга по истории, теории и практике воспитания Часть 8. Выступления и отзывы о художественной, детской литературе, доклады о воспитании и этике, киносценарии, материалы к «Книге для родителей», рассказы, письма, дневниковые записи. Дек. 1938 — март 1939 гг. / А. С. Макаренко, сост. и коммент. А. А. Фролов, Е. Ю. Илалтдинова, С. И. Аксёнов. — Н. Новгород: Мининский университет, 2015—358 с.
- А. С. Макаренко: школа жизни, труда, воспитания. Учебная книга по истории, теории и практике воспитания Часть 9. Дополнения к 1-8 частям: различные авторские и документальные материалы, относящиеся к советскому и дореволюционному (1917 г.) периодам жизни и деятельности А. С. Макаренко. / сост. и коммент. А. А. Фролов, Е. Ю. Илалтдинова, С. И. Аксёнов. — Н. Новгород: Мининский университет, 2017. — 402 с.

### Диссертации
- Фролов А. А. Становление педагогической системы А. С. Макаренко в процессе развития теории коммунистического воспитания : диссертация … доктора педагогических наук : 13.00.01. — Горький, 1986. — 490 с. : ил.

### Сравнительное макаренковедение (совр. зарубеж. опыт)
- Фролов А. А., Илалтдинова Е. Ю., Аксёнов С. И. Исхак Адизес и Антон Макаренко: развитие — основа организации // «Социальная педагогика», 2015 г. № 5-6.
- Фролов А. А., Илалтдинова Е. Ю. Идеи А. С. Макаренко в образовательной теории и практике современного бразильского движения безземельных работников (ДБР-MST). Нижний Новгород: изд-во Мининского университета, 2019. 54 с.
- Фролов А. А., Илалтдинова Е. Ю. А. Макаренко и П. Фрейре: сравнение основ их социально-педагогической деятельности. Нижний Новгород: изд-во Мининского университета, 2019. 19 с.

### Учебные пособия
- Организация воспитательного процесса в практике А. С. Макаренко : Учеб. пособие / М-во просвещения РСФСР. Горьк. гос. пед. ин-т им. М. Горького; Подгот.: А. А. Фроловым; Под ред.: В. А. Сластёнина и Н. Э. Фере. — Горький, 1976. — 96, [2] с.; 22 см.
- Развитие идей А. С. Макаренко в теории и методике воспитания / [А. А. Фролов, Г. Н. Волков, Н. Д. Ярмаченко и др.]; Под ред. [и с предисл., с. 3-19] В. М. Коротова; [Введ. В. А. Сухомлинского]; АПН СССР, НИИ общ. пробл. воспитания. — М. : Педагогика, 1989. — 319,[1] с.; 20 см; ISBN 5-7155-0286-1

## Избр. статьи
- Фролов А. А., Илалтдинова Е. Ю. Состав и потенциал дальнейшего освоения педагогического наследия А. С. Макаренко // Развитие образования и педагогической мысли в истории общества. Монография / под ред. Г. Б. Корнетова. М.: АСОУ, 2007. — 368 с. (сс. 275—281).
- Фролов А. А., Илалтдинова Е. Ю. Догмы и новые ракурсы изучения наследия А. С. Макаренко // Педагогика. 2009. — № 5. с. 80-88.
- Фролов А. А., Илалтдинова Е. Ю. Приоритеты педагогики А. С. Макаренко: освоение наследия // Народное образование. 2012. № 5 — С. 267—272.
- Фролов А. А., Илалтдинова Е. Ю. По пути создания самобытной отечественной науки: от М. В. Ломоносова к педагогике А. С. Макаренко // Развитие идей М. В. Ломоносова в контексте социокультурной модернизации российского образования: сборник научных трудов Международной научно-теоретической конференции «Академические ломоносовские чтения», посвящённой 300-летию со дня рождения М. В. Ломоносова. 10 ноября 2011 г. / Под ред. М. В. Богуславского. — М., 2012. — 415 с. (298—311)
- Фролов А. А., Илалтдинова Е. Ю. Педагогика как наука о воспитании: исторический экскурс и современное состояние //Воспитание школьников. 2015. № 10. С. 17-26.
- Фролов А. А., Илалтдинова Е. Ю. Развитие социального творчества молодёжи: наследие И. П. Иванова и педагогика А. С. Макаренко. Нижний Новгород: изд-во Мининского университета, 2019. 22 с.

## Редакторская деятельность
- Ткаченко А. В. Состав Трудового детского корпуса Харьковского округа. Деятельность А. С. Макаренко в конце 1927 — начале 1928 гг. / А. В. Ткаченко // Макаренко : альманах; гл. ред. А. А. Фролов. — М. : Народное образование, 2008. — № 2. — С. 59-60.